# Kike Maíllo

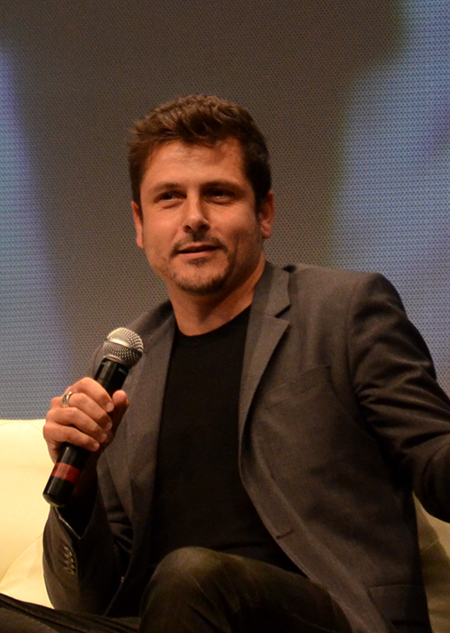
Kike Maíllo (2012)

Kike Maíllo Iznájar (* 3. Juni 1975 in Barcelona) ist ein spanischer Regisseur und Drehbuchautor.

## Leben
Kike Maíllo studierte ab 1994 an der Escola Superior de Cinema i Audiovisuals de Catalunya (ESCAC). Seine Abschlussarbeit war der 1999 entstandene Kurzfilm Las cabras de Freud, in dem Tristán Ulloa die Hauptrolle des Ángel übernahm.
Zunächst drehte er zahlreiche Werbespots für Unternehmen wie Nestlé, Fotoprix, Telepizza oder den F.C. Barcelona. Daneben entstanden künstlerische Arbeiten sowie Musikvideos für Künstler wie Pastora Soler, Raphael oder Manos de Topo.
2003 folgte sein zweiter Kurzfilm Los perros de Pavlov. Ab dem Jahr 2009 arbeitete er an der Zeichentrickserie Arròs covat, zunächst als Drehbuchautor, später auch als Regisseur. Im Jahr 2011 entstand Eva, Maíllos erster Spielfilm, in dem Daniel Brühl und Marta Etura die Hauptrollen übernahmen. Der Film wurde mit zahlreichen Preisen ausgezeichnet, darunter den Goya für den besten Nachwuchsregisseur und den Publikumspreis beim Gérardmer Film Festival.
Seit dem Jahr 2000 unterrichtet er an der ESCAC in den Fächern Drehbuch und Filmregie.

## Filmografie (Auswahl)
Regie
- 1999: Las cabras de Freud (Kurzfilm)
- 2003: Los perros de Pavlov (Kurzfilm)
- 2009–2012: Arròs covat (Fernsehserie, 36 Episoden)
- 2011: Eva
- 2020: A Perfect Enemy

Drehbuch
- 1999: Las cabras de Freud (Kurzfilm)
- 2003: Los perros de Pavlov (Kurzfilm)
- 2008: ¡Nena! (Kurzfilm)
- 2008: Las manos del pianista (Fernsehfilm)
- 2011–2012: Arròs covat (Fernsehserie, 24 Episoden)
- 2020: A Perfect Enemy